# 逊布台遗址
逊布台遗址，位于中华人民共和国青海省大通回族土族自治县逊让乡逊布台村，为青海省市县级文物保护单位，公布日期为1986年10月20日，类型为古遗址。
逊布台遗址的历史年代为青铜时代。